# Flucht (1961)
Flucht ist ein deutscher Kurzfilm der Filmemacher Jürgen Hilgert und Gerhard Schmidt aus dem Jahr 1961.

## Handlung
Der kurze Dokumentar-/Spielfilm „Flucht“ handelt von der Sozialisation junger Menschen in der Deutschen Demokratischen Republik (DDR) Anfang 1961: Ideologische Anpassung in und Engagiertheit für das Herrschaftssystem einerseits, Aufbegehren dagegen und Entscheidung für die Flucht aus der DDR andererseits. Von zwei Flüchtlingen wird einer unmittelbar vor Überqueren des Grenzzauns erschossen.

## Hintergrund
In der Zeit vor dem Bau der Mauer in Berlin am 13. August 1961 wurde täglich über Hunderte, ja Tausende von aus der DDR Fliehenden berichtet. Der Kurz-Spielfilm – 13 Minuten; schwarz-weiß; deutschsprachig – ist Ende 1960/Anfang 1961 von Jürgen Hilgert und Gerhard Schmidt in Zusammenarbeit mit dem Autor Gerd Hergen Lübben und dem Komponisten Georg Müller erarbeitet, durch die „Staatsbürgerliche Bildungsstelle des Landes Nordrhein-Westfalen“ gefördert und mit dem Prädikat „Wertvoll“ ausgezeichnet worden. – Das Filmemacher-Team Jürgen Hilgert und Gerhard Schmidt (Regie, Produktion), Gerd Hergen Lübben (Drehbuch, Texte) und Georg Müller (Musik) drehte gemeinsam noch den Kurz-Spielfilm Morgengrauen (1962/1963; Prädikat „Wertvoll“) und den kurzen Dokumentarfilm Aus dem Leben des Georg Wenzel (1964; Bundesfilmpreis), der nun, nach Sichtung und Auswertung dokumentarischen Bild- und Wortmaterials aus Sowjetischer Besatzungszone (SBZ)/Deutscher Demokratischer Republik (DDR), ausdrücklich eine Dokumentation über das Leben eines jungen Mannes in der DDR ist: Ein Angehöriger der Grenzsicherungskräfte, wird im „Dienst mit der Waffe zum Schutz der befestigten Staatsgrenze West“ Zeuge eines Fluchtversuchs. – „Flucht“ wurde am 30. Juni 1961 in Bonn im Rahmen der „Ersten öffentlichen Veranstaltung der Bühne für sinnliche Wahrnehmung – KONZIL“ uraufgeführt.

## Rezeption
Über fünfzig Jahre nach Entstehung dieses ersten Kurz-Spielfilms von Hilgert und Schmidt lässt sich „Flucht“ – wie viele andere damals entstandene Kurzfilme – nicht auf Datenbanken wie IMDb finden, wohl aber im Bundesarchiv-Filmarchiv, das sogar, wie auch die „Staatsbürgerliche Bildungsstelle des Landes Nordrhein-Westfalen“, im Vorspann genannt wird: Der kurze, als ebenso dokumentarisch-spannend wie auch poetisch-nachdenklich gelobte Streifen lässt sich also jederzeit noch für Vorführungen ausleihen.